# (6915) 1992 HH
A (6915) 1992 HH a Naprendszer kisbolygóövében található aszteroida. Kusida Josio és Muramacu Oszamu fedezte fel 1992. április 30-án.